# Laurențiu Plăeșu
Laurențiu Plăeșu (n. 7 aprilie 1968) este un politician român, ales în 2024 senator din partea partidului Alianța pentru Unirea Românilor (AUR). 

## Carieră politică

### Senator (2024–prezent)

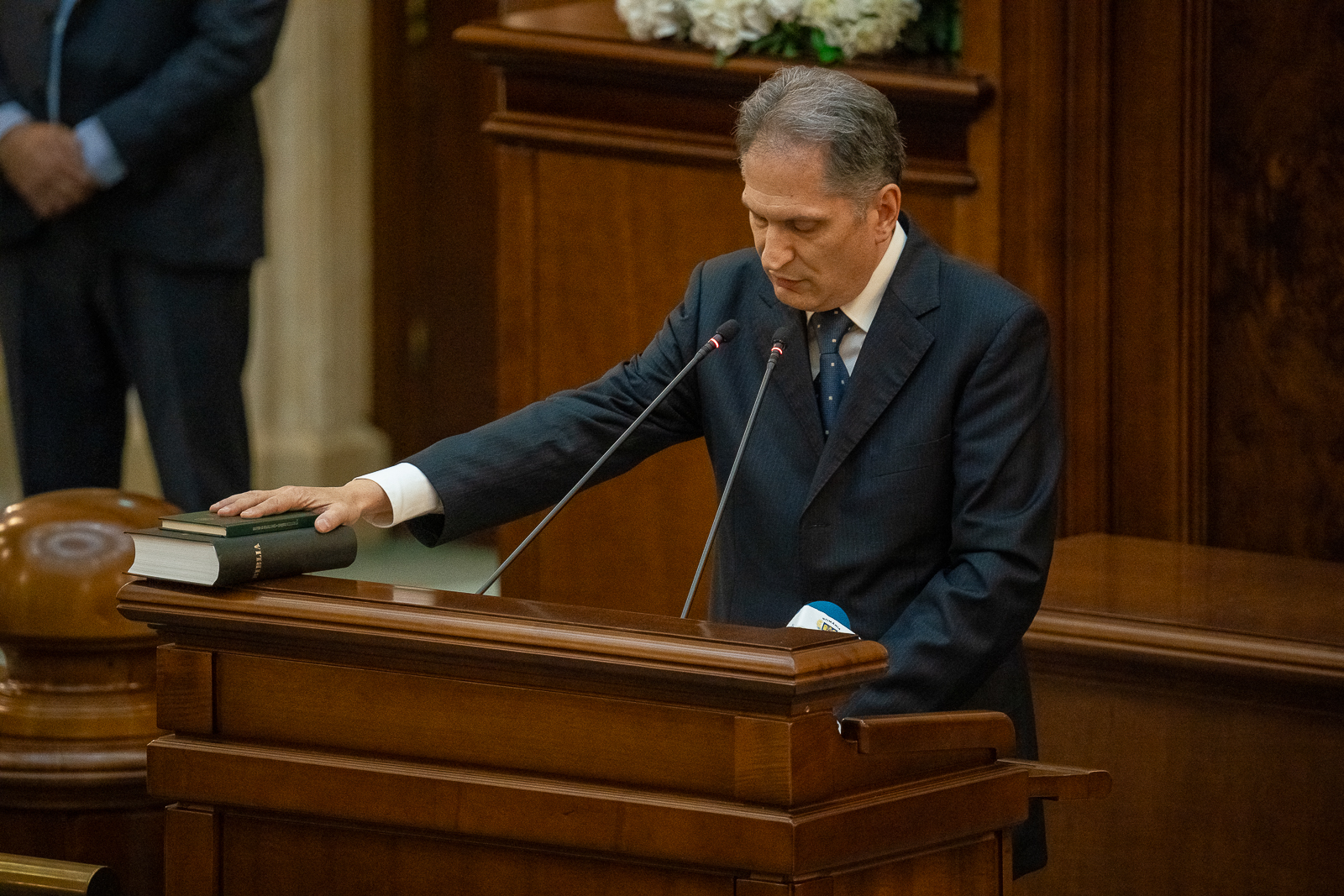
Plăeșu depunând jurământul în Senat, 21 decembrie 2024

În urma alegerilor parlamentare din 2024 pe 1 decembrie, Plăeșu a fost ales membru al Senatului României, în circumscripția nr. 31 Prahova, preluând mandatul pe 21 decembrie.
Ca senator este membru al Biroul Permanent și Comisiei pentru constituționalitate. În plus, din 25 martie 2025, Plăeșu este membru al grupurilor parlamentare de prietenie pentru Cehia, Elveția și Serbia.